# A Change of Seasons (film)
A Change of Seasons is een Amerikaanse dramedy uit 1980 in een regie van Richard Lang. Hoofdrollen worden gespeeld door Anthony Hopkins, Shirley MacLaine en Bo Derek.

## Verhaal
Karen Evans, een veertiger, ontdekt dat haar arrogante, egoïstische man Adam, een professor aan de universiteit, een buitenechtelijke relatie heeft met een van zijn studentes: Lindsey Rutledge. Daarop besluit ze zelf een affaire te starten met de veel jongere Pete Lachapelle. De vier gaan op skivakantie in Vermont om de situatie te bespreken.

## Rolverdeling
| Acteur           | Personage        |
| ---------------- | ---------------- |
| Shirley MacLaine | Karyn Evans      |
| Anthony Hopkins  | Adam Evans       |
| Bo Derek         | Lindsey Rutledge |
| Michael Brandon  | Pete Lachapelle  |
| Mary Beth Hurt   | Kasey Evans      |
| Edward Winter    | Steven Rutledge  |
| K Callan         | Alice Bingham    |
| Rod Colbin       | Sam Bingham      |
| Steve Eastin     | Lance            |
| Billy Beck       | oudere man       |
| Karen Philipp    | jong meisje      |
| Paul Bryar       | Man aan tafel    |

## Trivia
- Hopkins verklaarde dat het acteerwerk in de film slecht was omwille van de sfeer veroorzaakt door de onuitstaanbare MacLaine.[1][2]
- In de film speelt de toen 34-jarige Mary Beth Hurt de rol van de tienerdochter van Karen en Adam

## Prijzen en nominaties
De film werd genomineerd voor een Golden Raspberry Award in de categorieën
- Slechtste acteur: Anthony Hopkins
- Slechtste originele lied: Where Do You Catch the Bus Tomorrow? van Henry Mancini, Marilyn Bergman en Alan Bergman
- Slechtste filmscript: Erich Segal, Ronni Kern en Fred Segal